# 大分市立王子中学校
大分市立王子中学校（おおいたしりつ おうじちゅうがっこう）は、大分県大分市南春日町にある公立中学校。創立から60年以上の歴史を持つ。

## 概説
本校の校地にはかつて1947年（昭和22年）創立の碩田中学校があったが、同校は1949年（昭和24年）に校区再編に伴い碩田町二丁目に移転している。
2008年（平成20年）9月に開催された「チャレンジ!おおいた国体」ではバスケットボールとハンドボールの2種目の競技会場として体育館が使用された。

## 沿革
- 1947年（昭和22年）4月23日 - 新制中学校令により、大分市立王子中学校を開設。
- 1972年（昭和47年）6月25日 - 第2舎（管理棟）竣工。
- 1987年（昭和62年）4月1日 - 本校から大分市立大分西中学校が分離新設される。
- 1988年（昭和63年）3月20日 - 図書館等新校舎竣工。
- 2006年（平成18年）7月4日 - 新体育館完成竣工。
- 2008年（平成20年）9月28日 - 体育館がチャレンジ!おおいた国体のバスケットボール、ハンドボール会場として使用される。

## 教育方針
- 校訓
  - 誠実
  - 自主
  - 創造
- 教育目標

『豊かな心』と『確かな学力』を身につけた実践力のある生徒の育成

## 部活動
- 野球部
- サッカー部
- ソフトテニス部
- 陸上部
- バスケットボール部
- バレーボール部
- 卓球部
- 柔道部
- 剣道部
- バドミントン
- 吹奏楽部
- 美術部
- テニス部
- 体操部
- 新体操部
- 水泳部

## 通学区域
- 大分市立大道小学校の通学区域
- 大分市立春日町小学校の通学区域（一部を除く）
- 大分市立西の台小学校の通学区域（一部）

## 主な出身者
- 後藤博子（政治家）
- 佐藤昂洋（サッカー）
- 吉岡美晴（バレーボール）

### 芸能界
- 沖雅也
- ユースケ・サンタマリア
- 小野晴香
- 矢方美紀
- 指原莉乃
- 宮本真智
- 阿部真央